# Yaginumaella striatipes
Yaginumaella striatipes là một loài nhện trong họ Salticidae.
Loài này thuộc chi Yaginumaella. Yaginumaella striatipes được Grube miêu tả năm 1861.